# Falsztyn
Falsztyn (slowakisch Falštín, ungarisch Falstin; deutsch Falkenstein) ist eine Ortschaft mit einem Schulzenamt der Gemeinde Łapsze Niżne im Powiat Nowotarski der Woiwodschaft Kleinpolen in Polen.

## Geographie
Der Ort liegt am südlichen Ufer des Czorsztyn-Stausees an der Mündung von Falsztyński Potok unterhalb der Pieninen.

Karte der Polnischen Zips
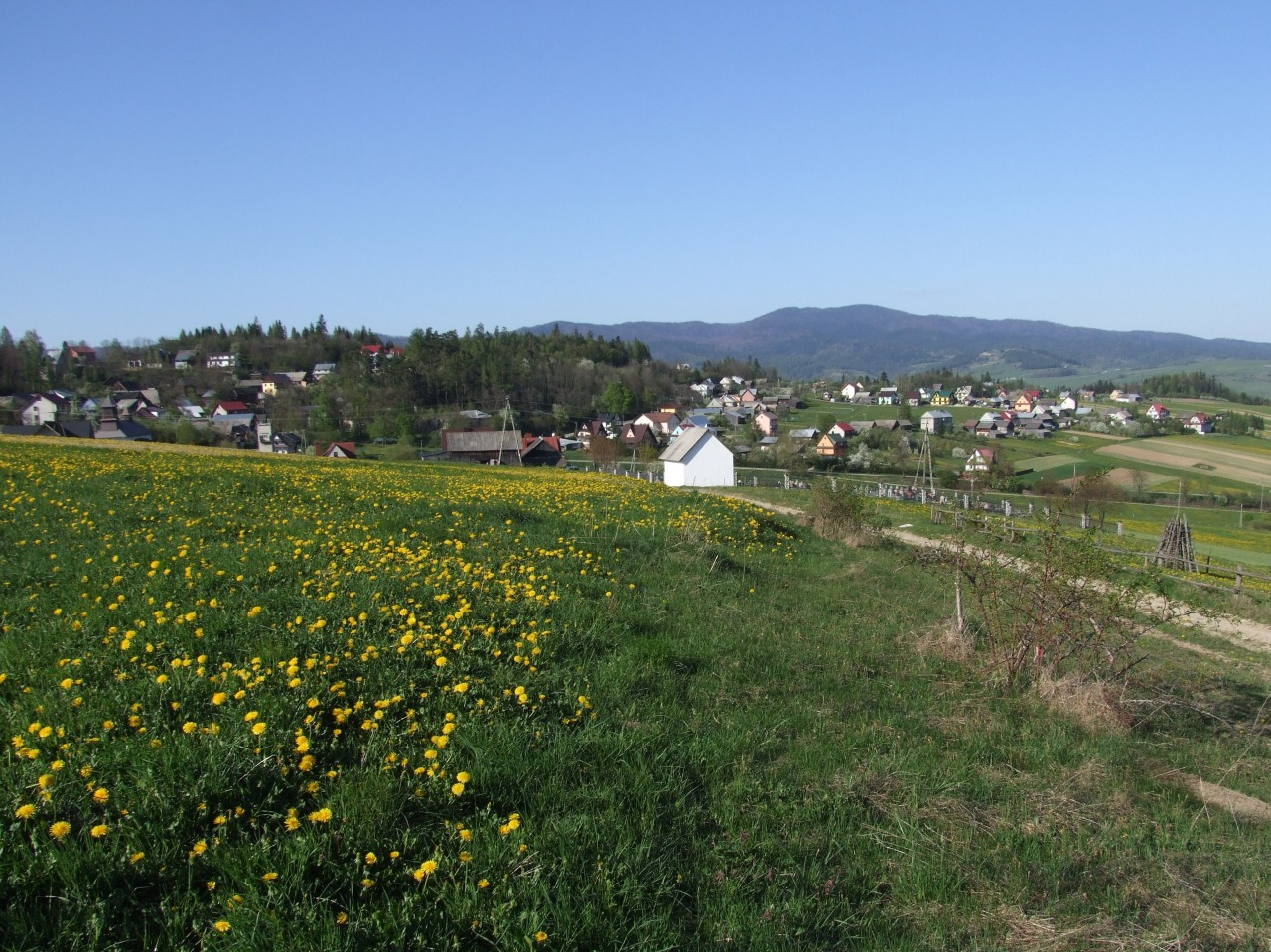
Ortsansicht

## Geschichte
Falsztyn ist eines der vierzehn Dörfer in der Polnischen Zips.
Laut einer Sage existierte dort ein Kloster, das von den Hussiten im Jahre 1431 zerstört wurde. Im Jahre 1963 wurden einige Überreste eines mittelalterlichen Gebäudes von Archäologen gefunden, vielleicht die des Klosters, dessen Name möglicherweise Falkenstein oder vom mittelhochdeutschen Appellativ val (ein plötzlicher Abfall im Gelände) oder fal (Feld, flaches Gebiet) abgeleitet war. Die neue Burg wurde nach dem Jahre 1535 von Hieronim Łaski gebaut. In den Jahren 1589 bis 1594 wurde sie als Vorwerk erwähnt. Sie gehörte den Gütern Niedzica an.
Im Jahre 1751 besuchte Jakob Buchholtz mit anderen Gelehrten aus Wien das Dorf.
Im 19. Jahrhundert wurde Slowakisch die Sprache der Kirche und der Schule, aber die lokalen Goralen sprachen Goralisch, einen polnischstämmigen Dialekt, der in den ungarischen Volkszählungen im Gegensatz zu den goralischen Dörfern der Arwa immer als Slowakisch betrachtet wurde. Später wurde eine Politik der Magyarisierung betrieben.
Zwischen den Jahren 1885 und 1933 gehörte das Dorf der ungarischsprachigen Familie Jungenfeld, Das Dorf war im Besitz von Freiherr Carl Rudolph Gedult von Jungenfeld, verheiratet mit der Familie Salomon van Burg Niedzica. Nach dem Aussterben der dortigen Familie Jungenfeld wurde dort 1927 die Frondienst. abgeschafft. Der Friedhof der Familie Jungenfeld ist alles, was übrig blieb. Er befindet sich an der feierlichen Ecke von Sokola Skała in Falsztyn.
1918, nach dem Ende des Ersten Weltkriegs und dem Zusammenbruch der k.u.k. Monarchie, wurde das Dorf Teil der neu entstandenen Tschechoslowakei. In Folge der tschechoslowakisch-polnischen Grenzkonflikte im Zips-Gebiet wurde der Ort 1920 der Zweiten Polnischen Republik zugesprochen, war aber von 1939 bis 1945 ein Teil des Slowakischen Staates.
Von 1975 bis 1998 gehörte Falsztyn zur Woiwodschaft Nowy Sącz.

## Sehenswürdigkeiten
- Gutshof, gebaut um 1930